# アメリカ合衆国憲法第1条
アメリカ合衆国憲法第1条（アメリカがっしゅうこくけんぽうだい1じょう、Article One of the United States Constitution）は、米国連邦政府の立法府である連邦議会を設立する条項である。 第1条の下において、連邦議会は、上院と下院で構成される二院制の立法府である。 第1条は、連邦議会にさまざまな列挙された権限（en:Enumerated powers (United States)）と、それらの権限を実施するために「必要かつ適切条項」によって法律を成立させる能力を付与している。 第1条はまた、法案を可決するための手続を定め、連邦議会と州がその権限を濫用することを制限している。

## 概要
第1節のVesting Clauses（en:Vesting Clauses）は、すべての連邦法の立法権を連邦議会に付与し、連邦議会が下院と上院で構成されることを定めている。憲法第2条および第3条のVesting Clausesと合わせて、第1条のVesting Clausesは、連邦政府の3つの部門間の権力分立を確立している。
第2節は、下院について規定しており、下院議員が2年ごとに選挙され、下院の議席は人口に基づいて州に割り当てられることを定めている。州議会の最大会派の選挙に投票する資格のある個人が下院議員の選挙に投票する権利があるという規定を含む、下院のさまざまな規則が含まれている。
第3節は、上院について規定しており、上院は各州の2人の上院議員で構成され、各上院議員は6年の任期を務める。第3節は、当初、州議会が上院議員を選出することを要求していたが、1913年に批准された修正第17条は、上院議員の直接選挙を規定している。第3節は、米国の副大統領を上院の議長とする規定を含む、上院のための他のさまざまな規則を定めている。
第4節は、連邦議会の選挙プロセスを定める権限を州に対して付与しているが、連邦議会は、それらの規制を変更し、または独自の規制をすることができる。第4節はまた、連邦議会が少なくとも1年に1回開会することを規定している。
第5節は、両院のさまざまな規則を定め、下院と上院に、選挙を判断し、議員たる資格を決定し、その議院の議員を懲罰し、または除名する権限を規定している。
第6節は、議員の報酬、特権、および制限を規定している。
第7節は、法案を可決するための手順を示しており、法案が法律となるためには両院の可決を要するが、大統領の拒否権に依存している。第7条に基づき、大統領は法案に対して拒否権を行使することができるが、連邦議会は両院の3分の2の投票で大統領の拒否権を無効にすることができる。
第8節は、連邦議会の権限を定めている。これには、次の列挙された権限（enumerated powers）が含まれる。
- 課税・支出権限（課税・支出条項（英語版）） - 共同の防衛及び一般的福祉のために租税、関税、賦課金（輸入税）、および消費税（ただし、関税、賦課金（輸入税）および消費税は、米国全体で統一されている。）を賦課し、および徴収する権限
- 州際通商権限（州際通商条項（英語版））
- 合衆国の統一的な帰化の規則（en:United States nationality law）を制定する権限
- 貨幣鋳造権
- 合衆国の信用に基づいて借入をする権限
- 郵便局と郵便道路を設立する権限
- 最高裁判所のもとに連邦裁判所を設立する権限
- 陸軍と海軍を設立し、維持する権限
- 連邦法を執行し、反乱を鎮圧し、または侵略を撃退するために、民兵を召集する権限
- 民兵の組織化、武装および規律を定める権限
- 宣戦布告の権限[1]:373

第8節はまた、連邦議会に国の首都として機能する連邦地区（ワシントンD.C.）を設立する権限を与え、連邦議会にその地区を管理する排他的な権限を付与している。第8節は、列挙されたさまざまな権限に加えて、列挙された権限その他憲法によって付与された権限を実施するために必要かつ適切な法律を制定する権限を連邦議会に対して付与している。
第9節は、連邦議会の権限にさまざまな制限を課し、私権剥奪法やその他の慣行を禁止している。
第10節は、州に制限を課し、州が外国勢力との同盟を結ぶこと、契約上の債権債務関係を侵害する法律を制定すること（en:Contract Clause）、検査に必要な最低レベルを超える輸出入に課税すること、軍隊を維持すること、または連邦議会の同意なしに戦争に従事することを禁じている。

## 第1節：連邦議会に付与された立法権

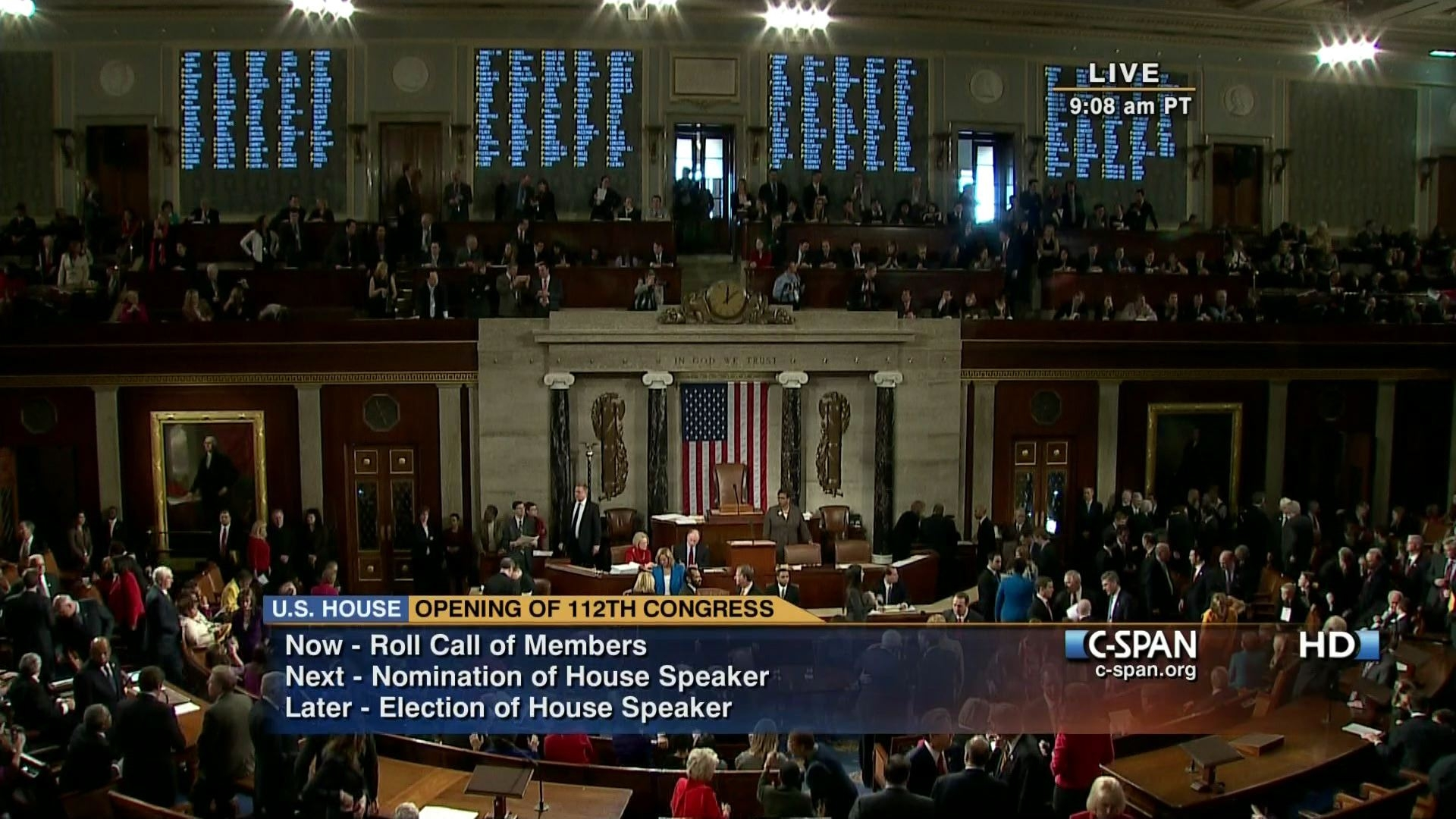
2011年1月5日、第112議会の様子

第1節は、連邦議会に対してのみ連邦法の立法権を付与したVesting Clausesである。同様の条項（Vesting Clauses）は、憲法第2条および第3条にも見られる。前者は、大統領に対してのみ執行権を付与し、後者は、連邦裁判所に対してのみ司法権を付与している。これらの3つの条項は、連邦政府の3つの部門の間での権力分立を作り出すものである。この権力分立によって、連邦政府の各部門は、憲法によって付与された権限のみを行使し、それ以外の権限を行使することができないこととなり、人民に対して責任を負う制限政体（limited government）の考え方の基礎をなしている。
権力分立の原則は、連邦議会に関して特に注目に値する。憲法は、連邦議会が第1条において、「ここに付与された」（herein granted）立法権のみを行使できることを宣言している（この条項は、後に、修正第10条によって制限されることとなる。）。権力分立の原則はまた、暗黙のうちに拡張されることによって、連邦議会がその立法権を政府の他の部門のいずれかに対して委任することをも禁止している（委任禁止法理）。しかし、連邦最高裁判所は、執行府に対して規制権限を委任する際に、連邦議会が「明確性原則」（intelligible principle）を規定する限り、連邦議会は執行府に対して規制権限を委任する裁量を有すると判断した。連邦政府の各部門に割り当てられた権限は、当該部門に留保されなければならず、当該部門によってのみ示されなければならないというのが、委任禁止法理の中心をなす考え方である。委任禁止法理は、現在、連邦議会による権限の委任を狭く解釈する方法として主に使用されており、裁判所が何を許可するかについて連邦議会が「様子見をする」（test the water）意図を明確に示さない限り、確実になしうる権限のみを委任することを連邦議会が意図していたと裁判所は推定している。
憲法には明記されていないが、連邦議会は、長きにわたって、調査の権限および調査への協力を強制する権限についても主張してきた。連邦最高裁判所は、これらの権限について、連邦議会の立法権に密接な関係を有する権限であることを確認してきた。調査権は、連邦議会の立法権のひとつの側面であるため、その範囲は、立法権と同様に広汎なものである。しかしながら、その調査権は、「立法の機能を補助する」照会に限定されている。連邦議会は、「暴露のための暴露」をすることは許されていない。連邦議会の調査権の適切な対象が連邦政府のオペレーションであることについて議論の余地はないが、連邦議会が大統領やその部下に対して文書や証言の提出を強制する資格があるかどうかについては、訴訟されることはあまりないとしても、しばしば議論され、時には論争になる（執行特権）。実際の問題としては、連邦議会が適切な目的（立法権の「補助」）のためにのみ調査できるという制限は、連邦議会が個々の市民の私生活を調査する能力を制限するものとして機能する。連邦議会の立法を必要とする公共政策の問題に関係なく、単に政府の他の部門による行動を要求するだけの事項については、権力分立の原則によって、他の部門に委ねられなければならない。しかしながら、裁判所は、連邦議会が調査権を行使することについて、極めて寛容である。連邦議会は、規制が可能なものについて調査する権限を有しており、裁判所は、世界恐慌以来、連邦議会の規制権限を広く解釈してきている。

## 第2節：下院

### 第1項：構成及び下院議員の選挙
近年、各州の選挙区は、実質的に平等な人口を代表する形で各議員が選出されるよう構成されることが求められている。これは、修正第14条の平等保護条項に関する裁判所の解釈に基づくものであり、裁判所は、「歴史的文脈において解釈すると、下院議員が『いくつかの州の人民によって』選出される旨を第1条第2節が命じているのは、議会選挙における一人の投票が他の一人の投票と同価値であることを意味している」と宣言している。1940年代後半から1950年代前半にかけて、連邦最高裁判所は、ベイカー対カー事件において、政治問題の法理を用いて、選挙区割と議席配分に関する訴訟に判決を下すことを拒絶した。連邦最高裁判所は、ルーチョ対コモン・コーズ事件において、違憲なゲリマンダーであるとの主張に対して、「憲法上の指示」も裁判所を「導く法的な基準」もないと判示しており、今日では、そのような主張は、司法判断適合性がないと考えられている。
憲法の制定当時、憲法は、国民に対して固有の選挙権を明示的には付与していなかった。しかしながら、州議会の最大会派の選挙において投票権を得た者が連邦議会（下院）選挙において投票することができる旨を規定することによって、憲法制定者は、下院が直接選挙によって選出されることを明確に意図していた。南北戦争以後、いくつかの修正条項が設けられ、有権者の資格基準を規定する州の広範な権限が抑制されてきた。施行はされなかったが、修正第14条第2節は、「合衆国大統領及び副大統領の選挙人の選出において、又は連邦下院議員、各州の行政官及び司法官若しくは州議会議員の選挙において、いずれかの州が当該州の男子住民のうち、21歳に達し、かつ、合衆国市民であるものに対して、反乱又はその他犯罪に参加したこと以外の理由によって、投票の権利を剥奪し、又は当該権利を何らかの形で制約している場合には、当該州の下院議員の基礎となる数は、当該男子市民の数が当該州の21歳以上の男子市民の総数に占める割合に比例して減ぜられるものとする。」と規定している。修正第15条第1節は、人種、肌の色又は以前に隷属状態にあったことを理由として、選挙権を剥奪し、又は制限してはならないと規定している。修正第19条第1節は、性を理由として、選挙権を剥奪し、又は制限してはならないと規定している。修正第24条第1節は、人頭税その他の税を納付していないことを理由として、選挙権を剥奪し、又は制限してはならないと規定している。修正第26条第1節は、年齢を理由として、18歳以上の合衆国市民の選挙権を剥奪し、又は制限してはならないと規定している。
さらに、連邦最高裁判所が選挙権を基本権として認めて以来、平等保護条項は、州が有権者の資格を規定することに対して、（不確定な限界はあるにせよ）極めて厳しい制限を課している。市民権、居住地、年齢以外の資格は、通常は疑問視されているといってよい。
1960年代には、連邦最高裁判所が、投票を修正第14条の平等保護条項の対象となる基本権とみなすようになった。1964年のアラバマ州議会の議席再配分に関する連邦最高裁判所の判例の反対意見において、ジョン・マーシャル・ハーラン2世陪席判事は、マイナー対ハッパーセット事件（1875年の事件で、州が女性に対して選挙権を付与しない旨を認めた判決）をもはや連邦最高裁判所が従わない判決のリストに含めた。
オレゴン州対ミッチェル事件（1970年）において、連邦最高裁判所は、連邦議会選挙において州が課す有権者の最低年齢制限を連邦議会が無効にすることを資格条項は妨げていない旨を判示した。
第3項は、下院議員が州ごとに配分され、各州に少なくとも1名の下院議員が保障される旨を規定しているため、全ての選挙区間で厳密な人口比例は保障されておらず、実際にも、現時点では不可能である。なぜならば、下院議員の定数は435名であるが、2020年の議席再配分の時点において、いくつかの州の人口は、全国の人口の435分の1以下だったからである。しかしながら、連邦最高裁判所は、下院議員が「人民によって」選出される旨を規定している第1項について、複数名の下院議員がいる州においては、州内の各選挙区がほぼ同数の人口でなければならないと解釈している。

### 第2項：下院議員の資格
憲法は、下院議員について、3つの条件を規定している。すなわち、25歳以上であること、選出された州の住民であること、過去7年間アメリカ合衆国の市民権を有することの3つである。下院議員が選挙区内に居住していることは、要件ではない。通常はそうであるが、しばしば、例外もある。
連邦最高裁判所は、資格条項について、排他的な資格のリストであると解釈しており、「下院に属する議員の資格を判断する」第5項の権限を行使する下院や、「上院議員及び下院議員の選挙の時期、場所及び方法」について規定する第4項の権限を行使する州は、資格要件を追加することができないと解釈している。連邦最高裁判所や、他の連邦裁判所は、連邦議会議員の任期に制限を課すこと（多選制限）や、連邦議会議員をリコールの対象とすること、下院議員に対して選挙区への居住を義務付けることなどの追加的な制限を州が行うことを、繰り返し禁じてきた。2002年の議会調査局による報告書もまた、下院議員が有罪判決を受けた重罪犯でないことや、収監されていないことという議員資格を、州が設けることはできないとしている。
しかしながら、連邦最高裁判所は、申請手数料（選挙書類を提出する際に支払う金額）や、一定数の有効な請願署名を提出することという特定の投票アクセスの要求が、追加的な資格要件に該当するものではないから、投票アクセスに関する法がどの程度厳格なものとなり得るかについて、憲法上の制限はほとんど存在しないと判示している。
最終的に、合衆国憲法は、州や地方の公職者が同時に連邦の公職に就くことを制限していないが、今日のほとんどの州の憲法は、連邦の公職者が州や地方の公職に就くことを禁止することによって、州や地方の公職者が同時に連邦の公職に就くことを、事実上禁止している。州による他の制限とは異なり、こうした禁止は、純粋に州のレベルで（すなわち、州や地方の公職に就こうとする連邦の現役の公職者に対して）実施される限りにおいて、合憲である。

### 第3項：下院議員及び租税の割当て
憲法の起草者たちは、多くの議論を経て、下院の議席と各州間の納税義務の配分について人口を基準とすることに決定した。このことを容易にするために、憲法は、10年ごとに国勢調査を実施し、各州と合衆国全体の人口を把握することを義務付け、誰をその数に入れるのか、または誰をその数から除外するのかについてのルールを定めた。国勢調査が完了する前に新政権が発足することとなるため、憲法は、臨時の議席配分についても規定している。
各州及び合衆国全体の人口は、元来、自由人の総数に、その他の全ての人（すなわち、奴隷）の数の5分の3を加え、さらに、非課税のネイティブ・アメリカンを除いて算出されていた。5分の3の妥協として知られるこの憲法の規定は、南部と北部の州の間の妥協案であり、人口調査の目的並びに下院の議席及び各州間の租税の配分のために奴隷の人口の5分の3を算入するというものであった。連邦最高裁判所のジョセフ・ストーリー判事によれば、これは、「妥協と譲歩の問題であって、その運用において不平等であることは認めるが、利害、物理的条件及び政治制度が大きく異なる州が連合するために不可欠な融和の精神に必要な犠牲」（1833年執筆）であったとされる。後に、修正第14条第2節（1868年）は、本項に取って代わり、この妥協を明確に廃止した。
国勢調査の終了後、連邦議会は、（人口を決定するための憲法上の一般原則に従って）全ての州の人口を集計し、全ての州の人口に対する各州の相対的な人口を決定し、当該計算に基づいて、下院の適切な総議席数を定め、全国の人口に占める各州の割合に応じて、特定の数の下院議員を各州に配分する権限が付与されている。
1929年の議席再配分法の制定以来、下院の定数435議席は、国勢調査のたびに各州に配分されており、下院の総議席数を決定することは、現時点では、議席配分のプロセスの一部ではない。例外は、1842年の議席配分のみであり、下院は、1788年の65議席から1913年の435議席まで、さまざまな形で拡大を続けてきた。下院の総議席数は、下院の総議席数が合衆国の総人口の3万人あたり1名を超えない限り、かつ、各州の代議員団の総数が当該州の人口の3万人あたり1名を超えない限り、合衆国の総人口に基づいて決定されていた。下院の総議席数が依然として435議席に固定されているため、2020年の国勢調査の時点における現在の比率は、人口76万人あたり下院議員1名程度である。
しかしながら、1920年の国勢調査の後、連邦議会は、下院の議席配分に失敗し、1932年の選挙の後まで、下院は、1911年の議席配分法による配分を実施していた。この結果、下院の代表権は、20年間にわたって凍結されたままとなっていた。下院の議席再配分は、憲法制定後、1941年までの間、連邦議会が法案を可決し、大統領が法律に署名することによって、行う必要があった。
本項の第1文は、元来、各州間の下院の議席配分と租税の配分に関する条項であったが、1868年に本項に取って代わった修正第14条の条項は、下院の議席配分のみに言及している。しかしながら、それでも連邦議会の課税権限に課された制約は残存しており、当該制約は、第1条第9節第4項において再確認されている。連邦政府がどの州の人民からも徴収することができる直接税の税額は、依然として、当該州の人口が合衆国の総人口に占める割合に直接結び付けられていた。
このような制限のために、不動産に由来する所得や、特に、株式のような個人所有の財産からの配当の形の所得に対する所得税の適用は、各州間で配分されていないため、違憲であると判断された。すなわち、連邦議会が徴収金額を定め、合衆国の総人口に占める割合に応じて各州に配分していないために、合衆国の総人口の10%を占める州が、徴収した所得税の10%を支払うという保証はなかったのである。こうした所得税の賦課を認めるために、連邦議会は、修正第16条を提案し、各州は、これに批准した。修正第16条は、連邦議会が「いかなる源泉から生じた」所得に対しても、各州の配分や合衆国の総人口に占める各州の割合に基づくことなく課税することができる旨を明確に規定することによって、こうした制限を撤廃したのであった。

### 第4項：下院議員の欠員
州及び準州は、通常、各州法に従って下院の欠員を補充するが、下院の欠員が100名を超えた場合、下院議長は、「特別の事情」が発生したことを発表し、欠員を抱える全ての州の行政当局は、下院議長の発表から49日以内に特別選挙を実施する義務を負う。この特別選挙は、州知事の選挙令状によって開始される（合衆国法典第2編第8条(b)）。

### 第5項：下院議長及び他の役員；弾劾
本項においては、下院が議長その他の役員を選任することができる旨を規定している。憲法による義務付けはないものの、下院議長は、全て下院議員から選任されている。下院議長が通常の下院の会議を主宰することはほとんどなく、代わりに、年少の議員を代理としてその任務を遂行させる。
本項は、下院に対して、弾劾の唯一の権限を付与している。連邦最高裁判所は、弾劾の「唯一」の権限を下院に対して付与することによって、何が弾劾に値する事項であるかを下院が独占的に解釈することになる旨を示唆している。
この権限は、大陪審による起訴に類似しているが、行使されることは稀である。1789年以来、下院は、62回の弾劾手続を行い、その結果、20名の連邦政府高官が正式に弾劾された。その内訳は、3名の大統領（アンドリュー・ジョンソン、ビル・クリントン、ドナルド・トランプ（2回））、1名の閣僚（ウィリアム・ワース・ベルナップ）、1名の上院議員（ウィリアム・ブラウント）、1名の連邦最高裁判所陪席判事（サミュエル・チェイス）、14人の連邦裁判所裁判官である。また、特筆すべきことは、リチャード・ニクソン大統領が弾劾手続によって辞任を余儀なくされたことである（ウォーターゲート事件）。
憲法は、弾劾手続の開始方法を規定していない。20世紀初頭までは、下院議員が起立して弾劾訴追を提案し、下院司法委員会の正式な投票によって、調査のための委員会に割り当てられた。現在、この手続を開始するのは、下院司法委員会であり、疑惑の調査の後、下院全体での審議を行うための勧告を作成する。下院が弾劾決議案を採択した場合、上院での弾劾裁判において検察官の役割を果たす「マネージャー」が下院によって任命される（詳細は、第3節第6項を参照。）。

## 第3節：上院

### 第1項：構成及び上院議員の選挙
第3節第1項は、各州に2名の上院議員を有する権利があること、当該上院議員が州議会（現在では各州の人民）によって選出され、任期をずらして6年間務めること、当該上院議員が各1票を有することを、それぞれ規定している。コネチカット妥協に続いて採択されたこれらの条項を通じて、憲法の起草者たちは、各州の主権と利益を保護しようとした。この条項は、1913年に批准された修正第17条によって取って代わられた。
憲法第5条は、憲法改正の方法について規定している。第5条は、第1条の3つの条項が改正されないように規定することで締めくくられている（エントレンチメント）。上院議員の代表権の平等は、これらの条項のうちのひとつである（他の条項は、第9節第1項及び第4項であり、1808年以降は改正可能となった。）。第5条は、「いかなる州も、その同意がない限り、上院における平等な投票権を奪われることはない」と規定している。したがって、いかなる州も、その同意がない限り、上院における個々の代表権を変更されることはない。すなわち、この条項を直接的に変更して、全ての州が上院議員を1名（あるいは、3名であるとか、その他の数）しか得ることができないと規定することは、全ての州の4分の3が批准することによって、憲法の一部として有効となり得るが、厳密な数的平等以外の根拠（例えば、人口、資産、土地の面積）に基づいて上院議員の数を規定することは、全ての州の全会一致の同意を必要とする。
上院における各州の平等を廃止することによって、連邦政府における共同パートナーとして各州に意図された役割を否定することは、テキサス州対ホワイト事件におけるサーモン・チェイス連邦最高裁判所首席判事の見解によれば、連邦の基礎を破壊することとなる。第5条の規定は、コロンビア特別区に対して州としての地位を付与することなく連邦議会における完全な代表権を付与するという憲法改正に反対する人々によって用いられてきた。かれらの主張によれば、州ではない地区に対して2名の上院議員を認める改正は、上院における各州の平等な投票権を奪うものであり、それゆえ、全ての州による全会一致の同意を必要とするというものであった。改正に賛成する人々によれば、州は、単に互いに平等な投票権を有するにすぎず、連邦直轄地に上院の代表権を付与することは、そのような権利を侵害するものではないと主張されている。このような改正が有効となるために、全50州の全会一致の同意が必要となるか否かについては、政治問題として残り続けている。

### 第2項：上院議員の分類；欠員
第1議会（1789年～1791年）において上院議員の第一グループが選出された後、この条項で義務付けられているとおり、上院議員は、3つのクラスに分けられた。このクラス分けは、1789年5月に、くじ引きによって行われた。また、各州の上院議員を2つの異なるクラスに割り付けることも決定された。第一のクラスに属する上院議員の任期は2年であり、第二のクラスに属する上院議員の任期は6年ではなく4年であった。その後、これらの州の上院議員は、全て任期を6年として選出されるようになり、新たな州が連邦に加盟するたびに、上院議員の議席は3つのクラスのうちの2つに割り付けられ、各クラスの規模が可能な限り等しくなるように維持されている。このように、上院議員の選挙は、時期をずらして実施されている。上院議員の約3分の1は2年ごとに改選されるが、上院議員の全員が同一の年に改選されることはない（下院が2年ごとに改選されるのとは対照的である。）。
上院議員は、元来、上院を代表する州議会によって選出される。上院議員が死亡、辞職又は除名された場合は、当該上院議員を選出した州の議会が後任議員を任命し、当該議員が残りの任期を務めることとなる。州議会が開会中でない場合には、州知事が臨時の後任議員を任命し、州議会が常任の後任議員を選出できるまでの間、その任に当たらせることができた。この規定は、修正第17条によって廃止され、上院議員は州議会が任命する代わりに、直接選挙によって選挙されることとなった。上院の性格があまり大衆迎合主義的でないことに配慮して、修正第17条は、下院の欠員補充手続に倣って、欠員となった上院議員を補充するために、州知事が臨時選挙を実施することを義務付けているが、（下院とは異なり）臨時選挙が実施されるまでの間、州知事が一時的に後任議員を任命することを認める権限を州議会に対して与えている。ただし、憲法の原規定である本条のもとでは、州知事が臨時の後任議員を任命することが憲法において明確に認められていた。現行の制度では、修正第17条のもとで、州知事に対して後任議員を任命する権限を付与することを州議会が事前に決定した場合に限り、州知事が後任議員を任命することができる。

### 第3項：上院議員の資格
上院議員は、30歳以上でなければならず、選挙の前に少なくとも9年間合衆国市民でなければならず、選挙の時点において、上院議員が代表する州に居住していなければならない。連邦最高裁判所は、本条の資格条項を排他的な資格のリストであると解釈しており、下院が第5節の権限を行使して「自らの議員の資格を……判断する」ことによって追加することはできず、州が第4節の権限を行使して「上院議員及び下院議員の選挙の時期、場所及び方法」を規定することはできないと判示している。

### 第4項：上院議長としての副大統領
第4項は、副大統領は上院議長であると規定している。大統領選挙の選挙人票の集計を受ける職務を除けば、上院議長の職務は、憲法が副大統領に対して付与した唯一の職務である。副大統領は、上院議長の職務に就いている間、議長決裁をすることができる。合衆国の歴史の初期においては、副大統領は、しばしば、上院の議事主宰者（Presiding Officer）を務めた。現代において、副大統領が議事の主宰をするのは、通常、儀式の時か、投票で同数が予想される時に議長決裁をする場合のみである。2022年8月7日現在、副大統領による議長決裁は、294回行われている。

### 第5項：上院仮議長及び他の役員
第5項は、副大統領が不在の場合又は大統領代行として権限を行使する場合に、上院によって選出された上院仮議長が上院を主宰することを定めている。
憲法の規定ぶりにもかかわらず、上院の現在の慣例では、上院仮議長を副大統領が不在の間だけ存在する臨時の役職とするのではなく、各議会の初めに常任の仮議長を選出することとしている。歴史的には、多数党の議員が上院仮議長を務めてきた。憲法は、上院仮議長が上院議員であることを義務付けていないが、慣例では、常に上院議員が上院仮議長に選ばれている。下院議長も同様であり、下院議長は、下院議員である必要はないが、常に下院議員が下院議長に選ばれている。

### 第6項：弾劾裁判

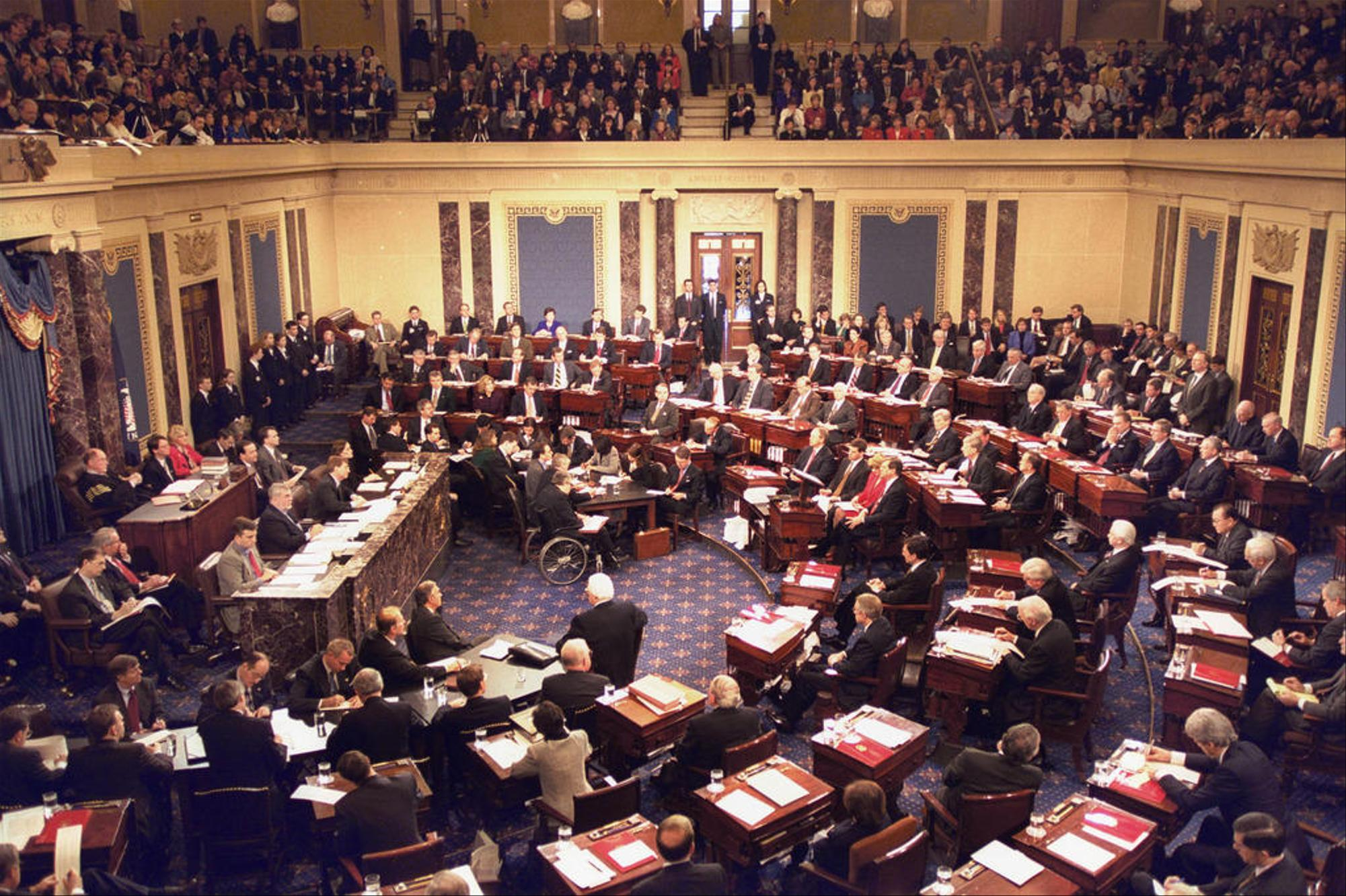
1999年にウィリアム・レンキスト連邦最高裁判所長官が裁判長を務めたビル・クリントン大統領の弾劾裁判

第6項は、弾劾裁判を行う唯一の権限を上院に対して付与しており、弾劾裁判の基本的な手続を規定している。連邦最高裁判所は、本条項について、何が適切な弾劾裁判を構成するのかを決定するにあたり、排他的かつレビューに服することのない権限を上院が有していると解釈している。下院によって正式に弾劾された20名の連邦政府高官（トランプ大統領は、2度弾劾を受けた。）のうち、4名が辞職し（弾劾手続は却下された。）、8名が無罪となり（トランプ大統領は、2度無罪となった。）、8名（全て裁判官）が上院によって有罪判決を受けた。また、1797年に上院がウィリアム・ブラウント上院議員の弾劾を断念した際に、上院は、下院には上院議員の弾劾手続に関する管轄権がないと主張していたが、その時、ブラウント上院議員は、すでに上院から除名されていた。
1787年5月29日、フィラデルフィア憲法制定会議のバージニア邦選出の代議員エドムンド・ランドルフは、（同じくバージニア邦選出の代議員ジェームズ・マディソンが策定した計画に従って）国家公務員の弾劾を行う国家司法機関を設置する提案や、連合会議に代えて、人民の直接選挙によって選出された下院議員がさらに上院議員を選出する二院制議会を設ける提案を含む、15の決議案を憲法制定会議に対して提出した。同年6月7日、憲法制定会議は、上院議員を一般投票ではなく各州議会が選出することを決議した。同年8月31日に結成された11人委員会は、同年9月4日、上院が全ての弾劾裁判を行う権限を有することを提案する決議案を憲法制定議会に対して提出した。
同年9月8日、憲法制定会議は、上院の弾劾手続に関する陪審裁判の決議案を承認し、さらに，バージニア邦選出の代議員ジョージ・メイソンが提出した決議案、すなわち、弾劾手続の対象を反逆罪及び収賄罪のみならず「その他の重罪及び軽罪（en:High crimes and misdemeanors））」にも拡大する決議案も承認した。この決議案が承認された後、マディソンは、連邦最高裁判所ではなく上院が弾劾手続に関する陪審を務めることに対して反対を表明し、上院から弾劾の権限を奪う決議案を提出したが、失敗に終わった。一方、ペンシルベニア邦選出の代議員ガバヌーア・モリスは、裁判所が弾劾手続を行うには人数が少なすぎるという理由で反対を主張した。
6邦が憲法を批准した後、ニューヨーク邦選出の代議員アレクサンダー・ハミルトンは、1788年3月7日、『ザ・フェデラリスト』第65篇において、弾劾は、公の信頼に反する公務員の不正行為によって引き起こされる政体（body politic）の損害に主に関係する手続であり、本質的に政治的な性質を有するため、弾劾手続を行うことは、一般的に、訴追対象者を支持する党派とこれに反対する党派とに国民を分裂させることとなり、このような党派は、しばしば既存の党派と重なり合い、既存の党派を強化することとなり、このことは、弾劾裁判の決定が、無罪又は有罪に関する実際の証明に基づくものではなく、党派の相対的な強さによって決定される危険性を有するものであると主張した。それゆえ、ハミルトンは、「弾劾裁判のために設けられる法廷は、完全に選挙で選ばれる政府においては得がたいものである」と結論づけた。
ハミルトンは、憲法制定会議で承認されたモデルは、イギリスの弾劾手続（en:Impeachment in the United Kingdom）に倣ったものであり、イギリスのモデルが複数の州憲法で採用されていることに注目し、人民の直接選挙によって選出された議員ではなく、州議会によって選出された議員で構成される上院こそが、人民の直接選挙によって選出された議員で構成される下院が提起した告発に対する弾劾の公平な陪審として機能する際に、十分に独立したものとなると主張した。一方、ハミルトンは、選挙で選ばれておらず任期が終身の者によって構成される連邦最高裁判所が行う弾劾裁判について、下院による無限定で尽きることのない弾劾の範囲を裁定するのに必要な正統性を連邦最高裁判所が有しないのではないかと疑問視した。それどころか、ハミルトンは、弾劾裁判所が「検察官が犯罪の定義をする際の厳格な規則によって拘束されることなく」、「社会において最も著名な人物」に対する罪状について評決を下すものであるがゆえ、弾劾裁判が本質的に有する政治的性質は、必然的に、多数の裁判所を必要としており、「少数の人物に信頼を委ねることを禁じている」と主張した。
さらに、ハミルトンは、弾劾裁判で有罪判決を得たとしても、刑事訴追をすることは妨げられないため、弾劾は、訴追対象者が起訴可能な犯罪を犯したことを必要とせず、弾劾裁判の結果は、公職の解任と資格剥奪とに限定されるため、連邦最高裁判所が弾劾裁判を行うことは、弾劾された公務員を二重の危険に晒すことになると主張し、「一度、裁判で（弾劾された公務員の）名声を奪った者が、同じ犯罪を理由として、別の裁判においても、（弾劾された公務員の）生命と財産を処分することは、適切であろうか。第一審の誤判が第二審の誤判の親となることを恐れる最大の理由は存在しないのであろうか。2つの事件において同一の人物を裁判官とすることによって、弾劾された公務員は、二重の裁判によって、意図された二重の安全を奪われることとなる」と主張した。
弾劾裁判には、憲法で規定された3つの要件がある。上院議員が宣誓又は確認に従わなければならないという規定は、弾劾裁判の場が極めて重大なものであることを印象づけるために設けられている。大統領に対する弾劾裁判の裁判長を連邦最高裁判所長官が務めるという規定は、弾劾裁判の厳粛さを強調するものであり、副大統領と大統領との間に立つ公務員の罷免手続を副大統領が行うという利益相反を避けることを目的としている。憲法が採択された当時、政党は未だ結成されておらず、大統領及び副大統領を選出する当初の方法では、大統領及び副大統領に選出された2人は、政治的に対立することが多いと想定されていた。有罪にするために出席議員の3分の2以上の賛成を要する旨の規定ももまた、真剣な審議を促進し、党派の対立を超えた合意によってのみ罷免を可能にするために必要であると考えられていた。

### 第7項：弾劾事件の判決；有罪判決に対する処罰
公務員、大統領、副大統領のいずれかが弾劾裁判で有罪判決を受けた場合、その者は直ちに罷免され、将来、連邦の執行府の官職に就くことが禁じられる可能性がある。これは、「その者の人格にも財産にも影響するものではないが、単に、その者の政治的資格を剥奪する」という純粋に政治的な救済措置であるが、一方で、有罪判決を受けた者は、民事上及び刑事上の責任について、裁判所において裁判を受け、その結果、処罰を受ける可能性は残る。弾劾された公務員が有罪判決の効果の一部として将来の連邦の公職に就任する資格を失った場合、大統領は、憲法第2条の任命権を用いてその者を復職させることはできない:36。

## 第4節：連邦議会の選挙及び会期

### 第1項：選挙実施の日時、場所及び方法
本条項の目的は、二点ある。第一の目的は、上院議員及び下院議員の選挙に関する責任の分担を明確にする点にある。この責任は、一次的には州にあり、二次的に連邦議会にある。第二の目的は、選挙を規律する権限を州及び連邦の各立法機関に対して委ねる点にある。本条項によって認められているとおり、連邦議会は、連邦議会議員選挙の統一期日を11月の第1月曜日の次の火曜日と定めている。
現時点において、連邦政府には明確な規定が存在しないため、各州は、選挙手続のその他の点（登録、予備選挙など）が実施される日時や、選挙の実施場所を規制する権限を有している。選挙の方法を規制することについて、連邦最高裁判所は、これを「通知、登録、投票の監督、有権者の保護、不正行為及び腐敗行為の防止、票の集計、検査官及び投票検査官の職務、選挙公報の作成及び公表等の事項」を意味するものであると解釈している。連邦最高裁判所は、州が選挙の「方法」を決定する権限を行使することによって連邦議会議員の任期に制限を課すことはできないと判示している。
各州が選挙の「方法」を規律する最も重要な方法のひとつは、選挙区を画定する権限である。理論的には、連邦議会が各州の選挙区を画定することができるのであるが、連邦議会は、このレベルでの権限を行使していない。しかしながら、連邦議会は、州に対し、選挙区を画定する際に、一定の慣行に従うことを求めている。現在、州は、小選挙区制を採用することが義務付けられており、これによって、州は、下院の代表の数と同数の選挙区に分割される（すなわち、下院の代表が1名のみの州でない限り、州全体から特別の選挙によって代表を選出することはできず、また、各選挙区から1名以上の代表を選出することもできない。）。連邦最高裁判所は、「その立法機関によって」という文言について、州知事の拒否権や、憲法にそれが規定されている州においてはイニシアチブの手続をも含むものであると解釈してきた。しかしながら、この結論は、独立州議会理論（Independent State Legislature Theory）による批判を受けることとなったが、連邦最高裁判所は、2023年のムーア対ハーパー事件によって、独立州議会理論を否定している。
連邦議会が初めて全国選挙の規制権限を行使したのは、1842年に第27議会が下院議員の選挙区選挙を義務付ける法律を可決したときのことである。その後、連邦議会は、区割りの要件として、隣接していること、コンパクトであること、実質的に人口が平等であることを順次追加することによって、要件を拡大した。これらの基準は、後に、1929年の議席再配分法によって、全て削除されることとなったが、連邦最高裁判所は、平等保護条項に基づき、州に対して再び人口要件を課し、隣接していることと、コンパクトであることという他の「伝統的な」選挙区画定基準を充たさない選挙区については、疑わしいものであると判断している。一人区の要件は、1967年に連邦議会によって可決されたen:Uniform Congressional District Actによって、強化されている。
1865年、連邦議会は、上院議員選挙をめぐる州議会の行き詰まりが欠員を生じさせている状況に対して、救済策を立法化した。この法律は、指定された日に各州議会の両院が合同会議を開き、その後、上院議員が選出されるまでの間、会議を毎日開くことを義務付けている。選挙について規律する最初の包括的な連邦法は、参政権の付与にあたって、人種差別に対する修正第15条の保障を実行するための手段として、1870年に施行された。1870年の執行法（en:Enforcement Act of 1870）及びその後の法律においては、虚偽の有権者登録、賄賂、法的権利を欠く投票、虚偽の投票報告、選挙に関わる公務員に対する全ての妨害、選挙に関わる公務員が州法又は連邦法によって規定されている義務を怠ることが、連邦犯罪とされた。また、有権者登録の場所や選挙の場に立ち会い、違法な登録や投票をしようとする者に対して異議を述べ、票の集計に立ち会い、有権者の登録や票の集計を署名によって確認する権限を有する者が連邦裁判所裁判官によって任命される旨の規定が設けられた。
1907年のティルマン法を皮切りに、連邦議会は、選挙及び選挙資金の調達に対し、さらに多くの規制を課してきた。最も重要な法律は、1971年の連邦選挙運動法である。この法律は、連邦最高裁判所の重要な判決であるバックリー対ヴァレオ事件（1976年）において、修正第1条に違反するかどうかが争点となったものであり、選挙運動資金に関する法制の基本原則を規定するものであったが、同事件の判決によれば、一般的に、候補者の支出に対する制限は認められないが、個人や企業の献金に対する制限は認められることとなった。
法令による制限に加えて、連邦議会及び州は、憲法を改正することによって、選挙手続を変更してきた（その先駆けは、上記の修正第15条である。）。修正第17条は、上院議員の選挙手続を変更し、上院議員が州の人民によって選出されることを規定した。また、修正第19条は、性別を理由として合衆国市民の選挙権が否定されることを禁止し、修正第24条は、連邦議会と州の双方に対し、人頭税その他の税の納付を連邦選挙の選挙権の条件とすることを禁止し、修正第26条は、州及び連邦政府が18歳以上の合衆国市民の選挙権を否定する理由として年齢を用いることを禁止している。

### 第2項：連邦議会の会期
第4節第2項は、連邦議会の会期について規定している。本条項によって、憲法は、大統領による連邦議会の招集の有無にかかわらず、連邦議会に対して自らの招集権限を付与している。第2節第3項は、大統領に対し、連邦議会両院（又はそのいずれか）を招集し、又は閉会する限定的な権限を付与し、国民のために法律を制定するために少なくとも1年に1回は会議を開くことを義務付けている。1878年のフィラデルフィア憲法制定会議の代議員の中には、1年に1回の会議を不要であると考える者も存在していた。マサチューセッツ邦のナサニエル・ゴーラムは、立法府の内部で論争が生じることを防止し、各州が特定の日に合わせて選挙を実施することを可能とするため、連邦議会の開会時期を固定すべきであると主張した。時期を固定することは、毎年1回開会するという各州の伝統にも対応するものであった。ゴーラムは、最終的に、立法府が行政府を監視する役割を果たすために、少なくとも1年に1回の開会が義務付けられるべきであると結論づけた。
本条項においては、連邦議会が毎年12月の第1月曜日に開会されることとされたが、1787年の憲法によって設立された政府がその運営を開始したのは、1789年3月4日であった。第1議会が3月4日に初めて開かれたため、同日がその後の新代表と上院議員の就任日となった。それゆえ、新たな連邦議会の議員は、隔年で11月に選出されるものの、翌年3月まで就任せず、その間に「レームダック」の議会が招集されることとなった。この慣行は、1933年の修正第20条によって、変更された。修正第20条2項は、「連邦議会は、毎年少なくとも1回開会するものとする。会期の始期は、法律で別の日が指定されない限り、1月3日の正午とする。」と規定している。この修正によって、連邦議会の「レームダック」会期の必要性は、事実上消滅したのであった。

## 第5節：手続

### 第1項：選挙争訟；定足数
第5節第1項は、各議院の過半数を議事の定足数として規定しており、定足数に満たない場合は、延会し、又は欠席議員の出席を強制することを可能としている。実際には、定足数の要件が遵守されることはなく、議員から要請されて定足数を確認した結果、定足数に満たないことが証明されない限り、定足数は満たしているものとみなされる。議員が定足数に満たないことを証明するために定足数の確認を求めることは稀であり、定足数の確認は、議事妨害として利用されることのほうが多い。本条項は、各議院がその議院に属する議員の選挙、資格回復、資格の判断に関する争訟の権限を有する旨を規定している。この権限は、リコンストラクションの間、共和党議員が南部諸州の民主党議員の議席を拒否する際に行使された。
なお、議員資格を有しない者が連邦議会に参与した例もみられる。例えば、上院においては、1818年にジョン・ヘンリー・イートン（当時28歳）を議員として認めたことがある（当時、イートンの生年月日が不明であったため、不注意によって認められた。）。1934年には、ラッシュ・ホルト・シニア（当時29歳）が上院議員に当選したが、30歳の誕生日までの6か月間、宣誓を行うために待機することに同意した。この事件において、上院は、当選の日ではなく宣誓の日に年齢要件を適用する旨の判断を行った。

### 第2項：規則
各議院は、独自の議院規則を制定することができ（定足数を満たしていることが前提）、また、議員を懲罰することができる。議員を除名するためには、3分の2による可決を要する。本条項は、各議院が、いつ、どのようにして議院規則を変更することができるかという点について、具体的な指針を示しておらず、その詳細は、各議院に委ねられている。

### 第3項：議事録
各議院は、議事録を作成し、これを公表しなければならないが、議事録の一部を非公開とすることも許容されている。下院の議事は、議事録に記録され、出席議員の5分の1（定足数を満たしている場合）が要求した場合には、特定の問題に関する各議員の投票についても議事録に記録しなければならないこととされている。

### 第4項：休会
各議院は、他の議院の同意がない限り、3日を超えて休会することができない。多くの場合、下院は、3日ごとに形式的な会期を開くこととされているが、このような会期は、単に憲法上の要件を充足するために開かれるものにすぎず、議事を行うために開かれるものではない。さらに、両議院とも、他の議院の同意がなければ、両院のために指定された場所（アメリカ合衆国議会議事堂）以外の場所において会議を開くことができないこととされている。

## 第6節：歳費、特権及び兼職制限

### 第1項：歳費及び法的保護
上院議員及び下院議員は、自ら歳費を決定することができる。修正第27条によって、歳費の変更は、次の連邦議会の選挙後までは効力を生じない。連邦の国庫から上院議員及び下院議員に対して歳費を支給することは、連合規約のもとでの慣行（各議員を選出した州が歳費を支給していた）とは異なるものであった。
両議院の議院は、イギリス議会の議員が享受していた議員特権に基づく一定の特権を有している。両議院に出席中であるか、又は出退席の途上にある議員は、反逆罪、重罪又は治安妨害罪に該当する場合を除き、逮捕されない特権（不逮捕特権）を有している。議会での討論中に生じた誹謗中傷について、上院議員及び下院議員に対して訴追することはできず、議会での議員の演説を刑事訴追の対象とすることもできない（免責特権）。後者については、マイク・グラベル上院議員が4,000ページを超えるペンタゴン・ペーパーズをアメリカ合衆国連邦議会議事録に掲載した際にも肯定されている。本条項は、グラベル対合衆国事件（1972年）において、現職議員の補佐官やスタッフに対してもその活動が立法事項に関連する限りにおいて保護を与えるものであると解釈されている。

### 第2項：執行権からの独立
上院議員及び下院議員は、行政府の役職を同時に兼務することはできない。この制限は、大統領が連邦議会において票を買うためのパトロネージュを用いることを防ぐことによって、立法府の独立性を擁護することを意図している。これは、イギリス議会のウェストミンスター・システムや、閣僚が国会議員であることを義務付けている議院内閣制の諸国の政治制度と大きく異なっている点である。
さらに、上院議員及び下院議員は、新設された政治職又は増俸された政治職に就任するために議員を辞職することはできず、任期が終了するまで待機する必要がある。連邦議会が特定の公務員の給与を増額した場合、後にその給与を減額した上で、議員を辞職して当該公務員の地位に就任することは認められている（サクスビー・フィックスとして知られている。）。本条項の効果は、1937年にヒューゴ・ブラック上院議員が任期を残して連邦最高裁判所陪席判事に任命された際に議論された。この任命の直前に、連邦議会は、70歳で引退する判事に対する年金を増額していた。そのため、ブラック上院議員の任期中に、判事の報酬が増額されることから、ブラック上院議員が判事に就任することはできないのではないかと見られていた。しかしながら、当時、ブラック上院議員は51歳であり、増額された年金を受給する時期が少なくとも19年後であったことから、上院議員の任期が満了してからずっと後のことであるとの反論がなされたのであった。

## 第7節：議案

### 第1項：歳入法案
本条項は、課税を伴う法律の制定手続を規定している。下院での先議を要することとされている歳入法案を除き、全ての法案は、いずれの議院からも発議することができる。実際には、上院は、下院が前に可決した歳入法案の条文を代用することによって、本条項の適用を回避することがある。両院は、いずれも、歳入法案及び歳出法案を含む全ての法案について、修正することが可能である。
本条項は、金銭に関連する全ての法案について庶民院（en:House of Commons of Great Britain）において第一読会を開かなければならないというイギリス議会の慣習に由来している。この慣習は、「財布の権限」を国民に最も近い立法機関が有するようにすることを意図したものであったが、アメリカにおいては上院がこれらの法案を修正することを可能として、イギリスの慣習を修正するに至った。本条項は、大邦と小邦との間の大妥協（コネチカット妥協）の一部を構成していた。大邦は、上院における小邦の偏った権限に対して不満を抱いていたため、本条項は、理論的には、上院における代表性の欠如を相殺し、小邦出身の上院議員に対して同等の投票権を認めることによって大邦に対して埋め合わせをする役割を担っている。

### 第2項：法律の成立
本条項は、en:Presentment Clauseとして知られている。法案が法律となる前に、法案は大統領に対して提出されなければならず、大統領は、10日以内（日曜日を除く。）に、当該法案への対応をする必要がある。大統領が法案に署名することによって、当該法案は、法律となる。しかしながら、憲法改正案を提出する場合には、憲法第5条に規定するとおり、両議院の3分の2以上が賛成することによって、大統領による検討を経ることなく、批准を求めて各州に対して憲法改正案を提出することができる。法案への署名の手続は、大統領の拒否権として知られているが、憲法第1条の文言にはそのような語は明記されていない。大統領が拒否権を行使した場合、その後、両議院が3分の2の多数をもって拒否権を覆さない限り、法案が法律として成立することはない。拒否権を無効とするためには、両議院において賛成又は反対の投票をしなければならず、法案に賛成した者と反対した者の氏名をそれぞれ記録しなければならないこととされている。ただし、その間に議会が閉会となり、大統領が法案をもとの議院に対して差し戻すことができない場合には、この限りではないとされる。後者の場合、大統領は、連邦議会の会期末に法案に対して何らの措置も講じないことによって、en:pocket vetoを行使することとなり、連邦議会は、これを覆すことができない。前者の場合については、大統領が法案に署名することのないまま法案を法律とすることを認めるものであって、こうした慣行には一般的な名称が存在しないものの、近年の研究においては、default enactmentと呼称されている。
pocket vetoの目的上、何をもって「休会」とするかについては、不明確であった。Pocket Veto事件（en:Pocket Veto Case、1929年）において、連邦最高裁判所は、「『休会』に関する決定的な問題は、それが連邦議会の最終的な休会であるか、第1会期の休会のような暫定的な休会であるかではなく、大統領が、許可された期間内に法案をもとの議院に対して差し戻すことを『妨げる』ものであるかどうかである」と判示した。このケースにおいては、両議院がいずれも会期中ではなかったため、大統領は、いずれかの議院に対して法案を差し戻すことができず、pocket vetoの行使が認められた。しかしながら、ライト対合衆国事件（1938年）において、裁判所は、一つの議院のみの休会がpocket vetoの行使に必要な連邦議会の休会には該当しないものと判示した。このような場合、当該議院の事務総長又は書記が法案を受理する権限を有するものとされた。
大統領の中には、拒否権を多用する者もあれば、全く行使しない者もあった。例えば、グロバー・クリーブランド大統領は、就任第1期に400以上の法案について拒否権を行使したが、連邦議会が拒否権を覆したのはわずか2件であった。他方で、拒否権を一度も行使しなかった大統領は、7名存在する、拒否権が行使された件数は、pocket vetoを含めると、2,560回にのぼる。
1996年、連邦議会は、法案の署名時に大統領が特定の支出を取り消すことを認める項目別拒否権法を可決した。連邦議会は、大統領による取消しを不承認として、支出を復活させることが可能となっている。大統領は、連邦議会による不承認に対して拒否権を行使することができるものの、連邦議会は、両議院の3分の2以上の賛成によって、大統領の拒否権を覆すことができる。連邦最高裁判所は、クリントン対ニューヨーク市事件において、項目別拒否権法が本条項（Presentment Clause）に違反するものとして、違憲であると判断した。その理由は、第一に、この手続が立法権を大統領に対して委任するものであって、委任禁止法理（Nondelegation Doctrine）に違反するというものである。そして、第二に、この手続が第7節の「大統領が（法案を）承認すれば署名しなければならないが、承認しないのであれば差し戻さなければならない」という条項に違反しているというものである。したがって、大統領は、法案に署名することも、拒否権を行使することも、何もしないこともできるが、法案を修正してから署名することはできないものとされる。